# Just Do It (Nike)

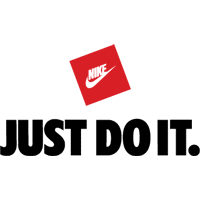

Just Do It (lett. "fallo e basta"), a volte riportato Just Do It., è lo slogan dell'azienda statunitense di moda Nike.

## Storia
Lo slogan Just Do It venne inventato nella seconda metà degli anni ottanta 
da Dan Wieden della Wieden+Kennedy per la prima importante campagna pubblicitaria dell'azienda, che era in programma per il 1988. Nel 2009, Wieden asserì di essersi ispirato alle ultime parole proferite dal criminale Gary Gilmore che, davanti al plotone di esecuzione, disse Let's do it (lett. "facciamolo e basta"). Stando alle intenzioni di Wieden, il marchio doveva «rivolgersi tanto agli atleti che svolgono sport più estremi quanto a quelli che vogliono fare una passeggiata mattutina.»
Il successo della campagna spronò l'azienda ad adottare lo slogan anche negli anni seguenti, accompagnandolo alle immagini di celebrità del mondo dello sport come il cestista Michael Jordan e il tennista John McEnroe. A Just Do It viene attribuito il merito di aver ridefinito l'identità della Nike, la quale passò dall'essere un'azienda di scarpe a un marchio alla moda; tra il 1988 e il 1998, la Nike aumentò la sua quota del mercato nazionale nordamericano delle calzature sportive dal 18% al 43%, (da 877 milioni di dollari a 9,2 miliardi di dollari di vendite mondiali). Stando alle fonti, il motivo della fortuna di Just Do It sarebbe la sua capacità di incarnare i concetti di realizzazione personale e di vittoria contro le avversità.